# Róża (Jedlanka)
Róża – osada leśna wsi Jedlanka w Polsce, położona w województwie lubelskim, w powiecie łukowskim, w gminie Stoczek Łukowski.
W latach 1975–1998 osada administracyjnie należała do województwa siedleckiego.